# Lorenzo Samparisi
Lorenzo Samparisi (21 de agosto de 1993) es un deportista italiano que compitió en ciclismo de montaña en la disciplina de campo a través. Ganó una medalla de bronce en el Campeonato Mundial de Ciclismo de Montaña de 2011 y una medalla de bronce en el Campeonato Europeo de Ciclismo de Montaña de 2011, ambas en la prueba por relevos.

## Palmarés internacional
| Campeonato Mundial | Campeonato Mundial   | Campeonato Mundial | Campeonato Mundial         |
| Año                | Lugar                | Medalla            | Competición                |
| ------------------ | -------------------- | ------------------ | -------------------------- |
| 2011               | Champéry (Suiza)     | Medalla de bronce  | Campo a través por relevos |
| Campeonato Europeo |                      |                    |                            |
| Año                | Lugar                | Medalla            | Competición                |
| 2011               | Dohňany (Eslovaquia) | Medalla de bronce  | Campo a través por relevos |